# On Jupiter
On Jupiter ist ein Jazzalbum von Sun Ra mit seinem Solar Arkestra. Die Mitte Mai und am 16. Oktober 1979 in den Variety Studios, New York City, entstandenen Aufnahmen erschienen 1979 auf El Saturn Records, eine Teilauflage wurde unter dem Titel Seductive Fantasy vertrieben. 2017 wurde das Album in erweiterter Form auf dem Label Art Yard Records (Enterplanetary Koncepts) wieder veröffentlicht.

## Hintergrund
Sun Ra, wie auch jeder andere Musiker, habe bewiesen, dass ein Künstler mit der Zeit gehen kann, ohne ein überzeugter Anhänger der [jeweiligen] Mode zu sein, stellte Irwin Chusid in den Liner Notes fest. Tatsächlich hätten Ra und seine Musik nie aufgehört, sich weiterzuentwickeln. Eine Reihe von Alben, die zwischen 1978 und 1980 aufgenommen wurden – Lanquidity, On Jupiter, Sleeping Beauty und Strange Celestial Road – würden den Einfluss von Musik- und Produktionstrends Mitte und Ende der 1970er Jahre auf Sun Ra demonstrieren, insbesondere von schwerem, studioverstärktem Dancefloor-Grooves (verfolgbar von Soul und Funk bis Disco) und atmosphärische New-Age-„Traum“-Stücken. Aber Sun Ra habe sich diesen Trends nie ganz ergeben, so Chusid; es sei fraglich, ob er sie überhaupt verinnerlichte. Er habe seine Techniken angepasst, aber was er dabei schuf, lief eher auf Neuerfindungen hinaus als auf Werke des „File Under“-Genres.
Typisch für Sun Ra war es in den 1970er und 1980er Jahren, dass er keine Zeit damit verschwendete, zwischen Aufnahme und kommerzieller Veröffentlichung zu trödeln, schrieb Chusid weiter. Während dieser Zeit wurden LPs aufgrund der unmittelbaren wirtschaftlichen Notwendigkeit gepresst – und oft zeitlich so abgestimmt, dass sie mit Tourneen zusammenfielen, die eine sofortige Geldspritze [für den Arkestra Tournee-Betrieb] erforderten. Diese Alben wurden in begrenzten Mengen ohne gedruckte Cover, mit minimalen oder keinen Informationen zum Label, fehlenden Angaben zum Personal und oft ohne Titel- und Albumtitel gepresst. Manchmal wurden Cover von der Band von Hand entworfen. So war das „Cover“ der digitalen Veröffentlichung zugrundeliegenden Version ein solches Artefakt, ohne Typografie. Das Album On Jupiter wurde gelegentlich als Seductive Fantasy bezeichnet; beide Titel erscheinen auf dem Album, ersterer als Track 1 auf Seite A und letzterer als Gesamtheit auf Seite B.
Die remasterte digitale Ausgabe von On Jupiter (2021) enthält einen Bonustrack, eine frühe, instrumentale Live-Version von UFO, aufgeführt und aufgenommen an Halloween 1978 im Grendel’s Lair, einem Club in Philadelphia, in dem Ra und sein Arkestra gelegentlich zu Gast waren. Den Mitschnitt entdeckte Michael D. Anderson im Sun Ra Music Archive auf einem Tonband. Als der Titel für die Aufnahmesitzung von On Jupiter aufgenommen wurde, wurde von verschiedenen Mitgliedern der Band mit Text gesungen. Laut Earthly Recordings os Sun Ra (von Robert L. Campbell und Christopher Trent) wurde das Stück jedoch am 5. Mai 1979 beim New Orleans Jazz and Heritage Festival aufgeführt, und „der Gesang dieser Version unterschied sich etwas von dem Gesang auf [der] Studioaufnahme und nachfolgenden Konzertaufführungen“. Laut Buch sagte Ra einer Person im Publikum, dass er ein Übungsstück für das [Konzert] vorbereitet habe. Durch den Mitschnitt aus dem Grendel’s Lair (der zum Zeitpunkt der Veröffentlichung von Earthly Recordings of Sun Ra unbekannt war) weiß man jetzt jedoch, dass UFO tatsächlich bereits 1978 aufgeführt wurde, wenn auch nur instrumental.

## Titelliste
- Sun Ra: On Jupiter (Saturn (Kat.-Nr. 101679), Art Yard Records, Enterplanetary Koncepts)[3]
  1. On Jupiter – 3:58
  2. UFO (studio version) – 8:30
  3. Seductive Fantasy – 17:08
  4. UFO (Live, Grendel’s Lair, 1978) – 5:50 (Bonustrack)
- Die Kompositionen stammen von Sun Ra.

Die Tracks 1 bis 3 wurden in den Variety Studios, NYC, Mai 1979 (UFO) und 16. Oktober 1979 (On Jupiter und Seductive Fantasy) aufgenommen. Track 4 wurde am 31. Oktober 1978 im Grendel’s Lair, Philadelphia, live aufgenommen.

## Rezeption
Sean Westergaard verlieh dem Album in Allmusic vier Sterne und schrieb, On Jupiter sei ein großartiges Album, das 1979 aufgenommen wurde, etwa ein Jahr nach Lanquidity. Nach dem Einstieg in das ziemlich kurze Titelstück, einer ziemlich sanften Angelegenheit mit dem Gesang von June Tyson, würden die Zuhörer mit dem allumfassenden Disco-Funk von U.F.O. verwöhnt. Verankert mit einer Monster-Basslinie von Steve Clarke, habe diese Melodie lustige Ensemble-Gesangsparts und großartige Soli auf Gitarre und Tenorsaxophon. Das sei so funky wie Sun Ra jemals spielte, und man müsse dies wirklich hören, um es zu glauben. Seite zwei besteht aus Seductive Fantasy, einem schönen Stück, das auf einem dreistimmigen Bass-Ostinato komponiert wurde, das viel großartiges Pianospiel Sun Ras und einige interessante Gitarrenklänge entweder von Skeeter McFarland oder Taylor Richardson enthalte. Auch John Gilmore würde auf diesem Titel viel Platz bekommen, und Luqman Alis Schlagzeugspiel sei hervorragend. Es lohne sich, diese Saturn-Rarität zu hören.
Nach Ansicht von Rodger Coleman, der 2008 in seinem Blog Sun Ra Sundays über die Alben On Jupiter und Sleeping Beauty schrieb, würden diese beiden Saturn-Aufnahmen von 1979 Sun Ra „in seiner zugänglichsten Form präsentieren – groovig, verträumt, spacig und angemessen kosmisch, während in der Welt ausgewachsene Ausgeflippte regierten, die manchen die Musik von Sun Ra schwer machen können … Das soll nicht heißen, dass es sich um minderwertige Alben handle. Ganz im Gegenteil, das sei einfach schöne Musik. Unverzichtbar!“
On Jupiter sei geradezu ideal als Einstieg in die musikalischen Welten von Sun Ra, schrieb Christopher Trent in den Liner Notes der Ausgabe von 2017; es sei eine magische Mischung aus Klangfarben aus der vielfältigen Palette Sun Ras. Unter seiner überzeugenden Oberfläche würden viele Schichten musikalischer Details und zahlreiche Hinweise darauf liegen, woher Sun Ra kam und wohin er ging. Es verbinde echte Tiefe mit Schönheit und berühre einen beim ersten Hören.